# Llista de volcans de Cap Verd
Aquesta és una llista de volcans de Cap Verd, tant actius com extingits.
| Nom         | Altura | Altura | Situació                               | Última erupció |
| Nom         | metres | peus   | Coordenades                            | Última erupció |
| Brava       | 900    | 2953   | 14° 51′ N, 24° 43′ O / 14.85°N,24.72°O | Holocè         |
| Fogo        | 2829   | 9281   | 14° 57′ N, 24° 21′ O / 14.95°N,24.35°O | 2014           |
| São Vicente | 725    | 2379   | 16° 51′ N, 24° 58′ O / 16.85°N,24.97°O | Holocè         |